# Malinovo (Lovetsj)
Malinovo (Bulgaars: Малиново) is een dorp in Bulgarije. Het dorp is gelegen in de gemeente Lovetsj, oblast Lovetsj. Het dorp ligt hemelsbreed op een afstand van 17 km van Lovetsj en 132 km van Sofia.

## Bevolking
In de periode 1934 tot 1956 bleef het inwonersaantal van Malinovo relatief stabiel en schommelde rond de 2.300 inwoners. Vanaf 1956 begon het inwonersaantal echter langzaam maar geleidelijk af te nemen. Op 31 december 2019 telde het dorp 566 inwoners, bijna 5 keer minder dat het maximum van 2.354 personen in december 1946.
|  |

Van de 715 inwoners reageerden er 694 op de optionele volkstelling van 2011. Van deze 694 respondenten identificeerden 443 personen zichzelf als Bulgaarse Turken (63,8%), gevolgd door 243 etnische Bulgaren (35%), 7 Roma (1%) en 1 ondefinieerbare persoon (0,1%).